# سكوت كيس
سكوت كيس (بالإنجليزية: Scott Case)‏ هو لاعب كرة قدم أمريكية أمريكي، ولد في 17 مايو 1962 في وينوكا في الولايات المتحدة.

## وصلات خارجية
- سكوت كيس على موقع مرجع كرة القدم المحترفة.كوم (الإنجليزية)